# ینی زووند
ینی‌زووند (به ترکی آذربایجانی: Yeni Zuvand) یک منطقهٔ مسکونی در جمهوری آذربایجان است که در شهرستان ماساللی واقع شده‌است. ینی‌زووند ۸۸۸ نفر جمعیت دارد.